# Station Janikowo
Station Janikowo is een spoorwegstation in de Poolse plaats Janikowo.